# Stata Center

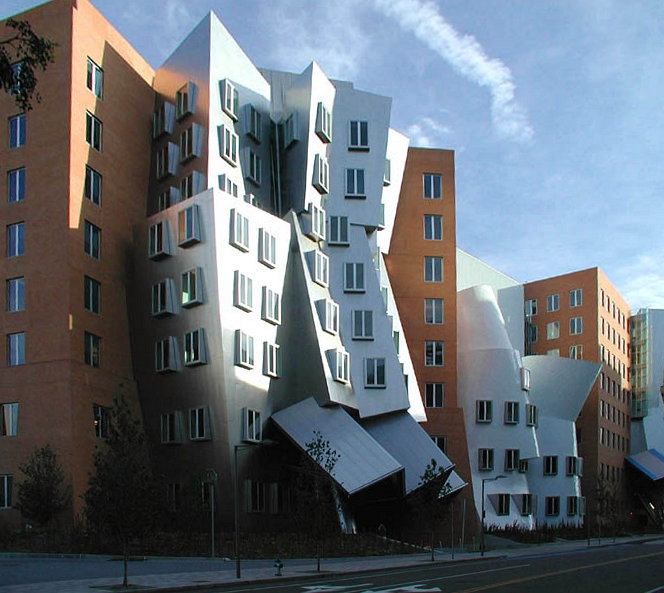
Stata Center

Stata Center är en byggnad vid MIT i Cambridge, Massachusetts, som formgivits av arkitekten Frank Gehry. Den stod klar år 2004 men har drabbats av flera problem på grund av brister i konstruktionen.